# Гватемала на летних Олимпийских играх 1980
Гватемала принимала участие в Летних Олимпийских играх 1980 года в Москве пятый раз в истории, но не завоевала ни одной медали. Делегация состояла из 10 спортсменов. 

## Результаты соревнований

### Академическая гребля
В следующий раунд из каждого заезда проходили несколько лучших экипажей (в зависимости от дисциплины). В финал A выходили 6 сильнейших экипажей, ещё 6 экипажей, выбывших в полуфинале, распределяли места в малом финале B.
Спортсмены из Гватемалы дебютировали в академической гребле на летних Олимпийских играх.
Мужчины
| Соревнование | Спортсмены                      | Предварительный заезд | Предварительный заезд | Предварительный заезд | Отборочный заезд | Отборочный заезд | Отборочный заезд | Полуфинал             | Полуфинал             | Полуфинал             | Финал                 | Финал                 | Итоговое место        |                       |
| Соревнование | Спортсмены                      | Заезд                 | Время                 | Место                 | Заезд            | Время            | Место            | Заезд                 | Время                 | Место                 | Время                 | Место                 | Итоговое место        |                       |
| ------------ | ------------------------------- | --------------------- | --------------------- | --------------------- | ---------------- | ---------------- | ---------------- | --------------------- | --------------------- | --------------------- | --------------------- | --------------------- | --------------------- | --------------------- |
| двойки       | Эдгар Нанн Альберик де Суремайн | 3                     | 8:06,53               | 6                     | 1                | 7:34,09          | 6                | завершили выступление | завершили выступление | завершили выступление | завершили выступление | завершили выступление | завершили выступление | завершили выступление |

### Конный спорт
Спортсменов — 1
| Спортсмен       | Дисциплина | Результат |
| --------------- | ---------- | --------- |
| Освальдо Мендес | конкур     | 4         |

### Парусный спорт
Спортсменов — 1
| Спортсмен   | Дисциплина | Результат |
| ----------- | ---------- | --------- |
| Хуан Маэльи | финн       | 19        |

### Стрельба
Спортсменов — 5
| Спортсмен                 | Дисциплина             | Место |
| ------------------------- | ---------------------- | ----- |
| Артуро Иглесиас           | подвижная мишень, 50 м | 15    |
| Карлос Сильва             | подвижная мишень, 50 м | 19    |
| Франсиско Ромеро Аррибас  | скит                   | 26    |
| Марио-Оскар Сакриссон     | скит                   | 33    |
| Франсиско Ромеро Портильо | трап                   | 30    |

### Тяжёлая атлетика
Спортсменов — 1
| Спортсмен   | Весовая категория | Место |
| ----------- | ----------------- | ----- |
| Луис Росито | до 90 кг          | 11    |